# Robert Karow

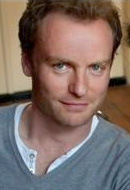
Mark Waschke spielt KHK Robert Karow

Der fiktive Kriminalhauptkommissar Robert Karow, gespielt von Mark Waschke, ist die Hauptfigur der in Berlin spielenden Folgen der ARD-Fernsehreihe Tatort. Seit März 2015 werden die für den rbb produzierten Krimis mit dem Ermittler ausgestrahlt. Bis 2022 ermittelte Karow in den Filmen an der Seite von Nina Rubin, gespielt von Meret Becker. Auf Becker folgt 2023 die Schauspielerin Corinna Harfouch als Ermittlerin Susanne Bonard.

## Hintergrund
Die vom rbb produzierten Folgen sollen – nach Vorbildern wie KDD – Kriminaldauerdienst und dem Rostocker Polizeiruf-110-Ermittlerteam Bukow und König – nicht stets in sich abgeschlossen sein, sondern den jeweiligen Mordfall mit einer episodenübergreifenden Geschichte verbinden. Dabei ging es in den ersten Folgen um die Frage, ob der Ermittler Karow etwas mit dem Tod seines früheren Partners im Drogendezernat zu tun hat. Auch nach dem Abschluss dieses Handlungsstrangs im Fall Dunkelfeld wird, anders als bei den Folgen anderer Tatort-Ermittlerteams, immer wieder Bezug auf die Ereignisse vorheriger Filme genommen. So wird unter anderem über mehrere Episoden hinweg in einer Nebenhandlung erzählt, wie die Ehe der Ermittlerin Rubin zerbricht und wie sich ihre heranwachsenden Söhne entwickeln. Auch Ereignisse der Folge Der gute Weg, in der Rubin in Notwehr einen Menschen töten muss, spielen in der weiteren Charakterentwicklung der Hauptfiguren eine Rolle und werden später erneut aufgegriffen, als Rubin den Wunsch äußert, die Mordkommission zu verlassen.

## Figuren

### Nina Rubin

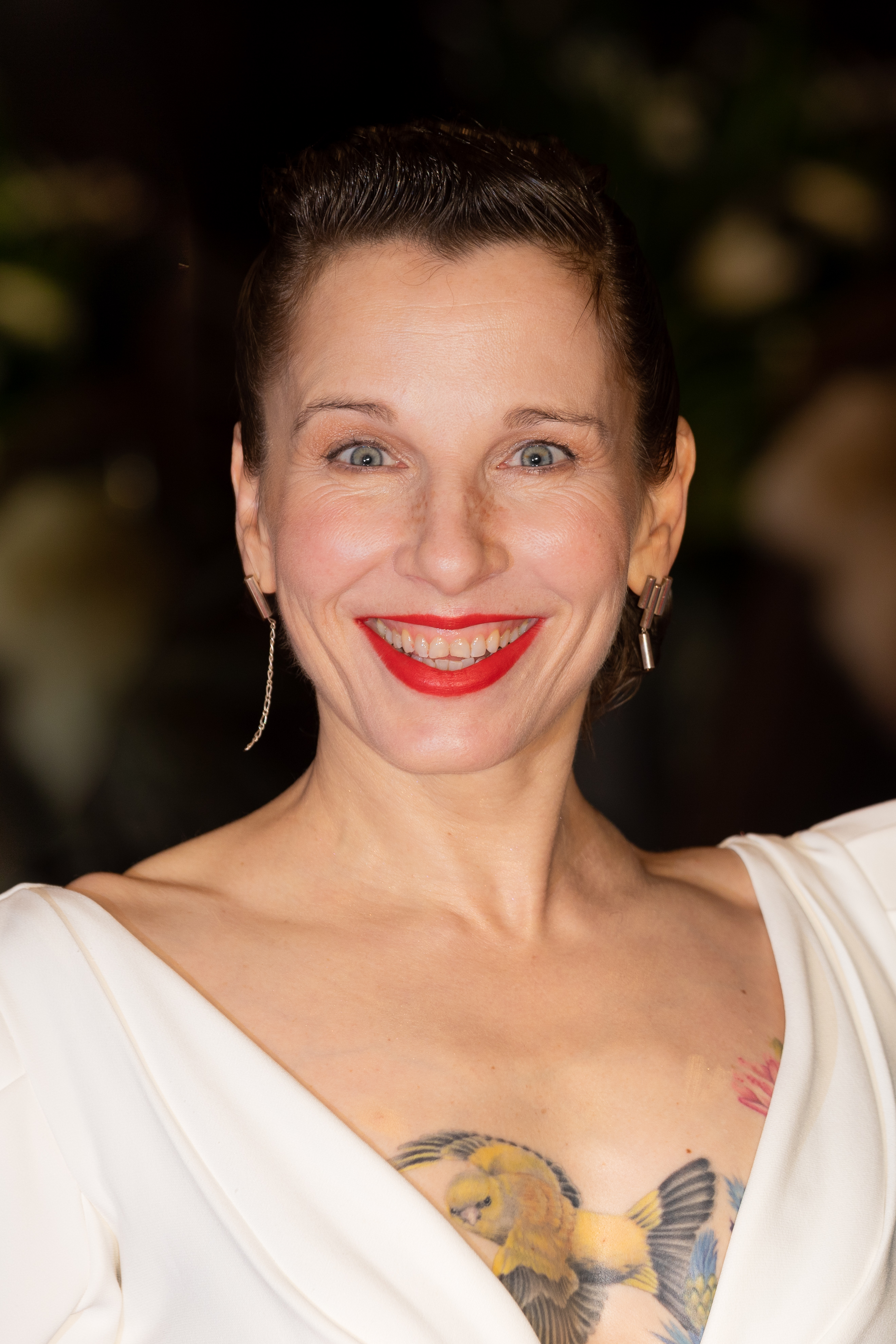
Meret Becker spielte KHKin Nina Rubin

Nina Rubin wurde als Jüdin im Berliner Arbeiterbezirk Wedding geboren und lebt momentan in Kreuzberg. Als sie neun Jahre alt war, starb ihre Mutter. Deswegen flüchtete sich ihr Vater in Arbeit und trainiert im Boxclub SV Astoria ehrenamtlich Jugendliche. Die Erfahrungen im Boxclub kommen Nina zugute, als sie später zur Polizei geht.
Rubin liebt das Berliner Nachtleben und lebt sich beim Tanzen aus, welches neben der Sehnsucht nach maximaler Intensität auch als Ausgleich zu ihrer Arbeit im Morddezernat fungiert.
Rubin ist ein Gefühlsmensch, der sich gut in das Gegenüber hineindenken kann. Sie ist sehr sozial, herzlich und hat einen guten Instinkt für Menschen. Leider bereitet der Kriminalhauptkommissarin diese Gabe in beruflicher Hinsicht schon einmal Probleme, nämlich dann, wenn sie die professionelle Distanz zugunsten ihrer Empathie aufgibt. Die Figur Rubin stirbt am Ende der 15. Folge Das Mädchen, das allein nach Haus’ geht im Einsatz, da sie aufgrund einer engen emotionalen Bindung zu einer zu evakuierenden Zeugin zu lange mit deren Verabschiedung gezögert und ihr überdies die eigene kugelsichere Weste überlassen hatte.
2019 wurde bekanntgegeben, dass Meret Becker nach ihrem 15. Fall den Berliner Tatort verlassen wird. Diese letzte Folge mit dem Titel Das Mädchen, das allein nach Haus' geht wurde am 22. Mai 2022 gesendet.

### Familie Rubin
- Dr. Viktor Rubin (gespielt von Aleksandar Tesla)
- Tolja Rubin (gespielt von Jonas Hämmerle)
- Kaleb Rubin (gespielt von Louie Betton)

Viktor Rubin wurden Ninas Art und ihre Begeisterung für das Berliner Nachtleben zu viel. Als Konsequenz zog er aus der gemeinsamen Wohnung aus. Tolja, der ältere der beiden Brüder, gibt Nina die Schuld an der Trennung und zieht zu seinem Vater, während Kaleb zunächst bei seiner Mutter bleibt. Als Kaleb seine Bar Mitzwa feiert, bringt das Fest die Familie vorübergehend wieder zusammen, letztlich gehen Nina und Viktor aber getrennte Wege.

### Robert Karow
Kriminalhauptkommissar Robert Karow wurde in Berlin-Pankow geboren und stammt aus einem bürgerlichen Elternhaus. Er besitzt ein ausgeprägtes visuelles Gedächtnis, das andere erstaunt und ihm in seiner Arbeit Erkenntnisse liefert, die selbst Kollegen verblüffen. Karow verfügt über eine hohe Abstraktionsfähigkeit und ein brillant logisches, beängstigend schnelles Denkvermögen. Anders als Nina interessieren ihn nicht Einzelschicksale, sondern große Zusammenhänge. Er hat einen ausgeprägten Sinn für Ironie und absurden Humor, aber auch einen melancholischen Wesenszug – gepaart mit einem Mangel an Vertrauensfähigkeit.
Der alleinlebende Karow war der erste Tatort-Ermittler, der von den Machern als offen bisexuell angelegt wurde. In Beziehungen neigt er dazu, seine jeweiligen Partner emotional auf Distanz zu halten und bisweilen egoistisch und rücksichtslos mit ihnen umzugehen, was unter anderem zur Kündigung der Gerichtsmedizinerin Nasrin Reza führt.

### Susanne Bonard

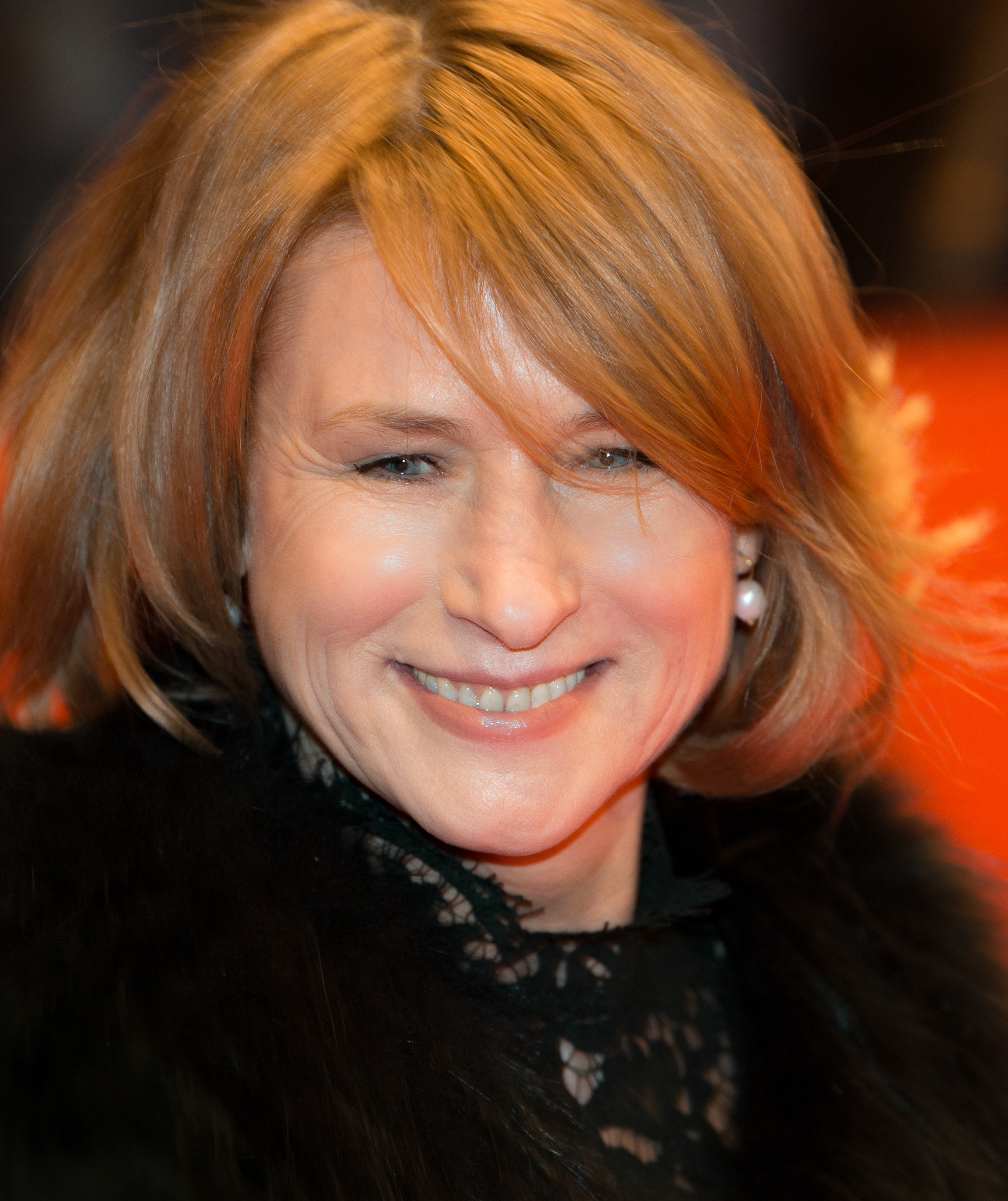
Corinna Harfouch spielt Susanne Bonard

Rubins Nachfolgerin als Ermittlerin an Karows Seite ist seit April 2023 Susanne Bonard, dargestellt von Corinna Harfouch.
Susanne Bonard wurde 1961 in Karl-Marx-Stadt geboren, dem heutigen Chemnitz. In der DDR war sie Lehrerin für Geschichte und Sport. Wegen eines Ausreiseantrags durfte sie nicht weiter unterrichten. Nach der Wende orientiert sie neu und geht zur Kriminalpolizei. Sie ist mit dem Richter Kaya Kaymaz verheiratet, der gemeinsame Sohn Tom ist 25. (Die beiden sind allerdings nur in der Einführungsdoppelfolge Nichts als die Wahrheit zu sehen.) Susanne ist humorvoll, hat einen wachen und scharfen Verstand, ist sehr intelligent, kontrolliert und hat wenig Berührungsängste. Im Berliner LKA ist sie als erste Frau Leiterin einer Mordkommission. Sie lernt weiter, um als Dozentin an der Polizeiakademie zu unterrichten; später schreibt sie ein Buch „Polizeiarbeit im Rechtssystem: Herausforderungen und Chancen“, das bald ein Standardwerk wird. Als sie nach rechtsradikalen Vorfällen unter den Studierenden eine öffentliche Aufklärung fordert, wird dies abgelehnt. Dank ihrer guten internen Beziehungen kann sie die Akademie verlassen und auf eine vakante Stelle in der Mordkommission 2 wechseln – zu Robert Karow.

### Weitere Figuren
- Anna Feil (gespielt von Carolyn Genzkow), Folgen 1–12
- Nasrin Reza (gespielt von Maryam Zaree), Folgen 1–2, 4–6, 8–9
- Mark Steinke (gespielt von Tim Kalkhof), Folgen 1–3, 5–8
- Harald Hemrich (gespielt von Holger Handtke), Folgen 2–4
- Knut Jansen (gespielt von Daniel Krauss)
- Malik Aslan (gespielt von Tan Çağlar), ab Folge 17

## Folgen
| Fall | Titel                                   | Erstausstrahlung | Folge | Drehbuch                            | Regie                    | Uraufführung                        | Bemerkungen                                                                         |
| ---- | --------------------------------------- | ---------------- | ----- | ----------------------------------- | ------------------------ | ----------------------------------- | ----------------------------------------------------------------------------------- |
| 01   | Das Muli                                | 22. März 2015    | 0940  | Stefan Kolditz                      | Stephan Wagner           | 9. März 2015 (Kino Babylon)         |                                                                                     |
| 02   | Ätzend                                  | 15. Nov. 2015    | 0962  | Mark Monheim, Stephan Wagner        | Dror Zahavi              | 9. Nov. 2015 (City Kino Wedding)    |                                                                                     |
| 03   | Wir – Ihr – Sie                         | 5. Juni 2016     | 0989  | Dagmar Gabler                       | Torsten C. Fischer       | 18. Mai 2016 (Filmkunst 66)         |                                                                                     |
| 04   | Dunkelfeld                              | 11. Dez. 2016    | 1003  | Stefan Kolditz                      | Christian von Castelberg | 15. Nov. 2016 (Kino Babylon)        |                                                                                     |
| 05   | Amour Fou                               | 5. Juni 2017     | 1023  | Christoph Darnstädt                 | Vanessa Jopp             | 31. Mai 2017 (Delphi Filmpalast)    |                                                                                     |
| 06   | Dein Name sei Harbinger                 | 10. Dez. 2017    | 1038  | Michael Comtesse, Matthias Tuchmann | Florian Baxmeyer         | 4. Dez. 2017 (Delphi Filmpalast)    |                                                                                     |
| 07   | Meta                                    | 18. Feb. 2018    | 1048  | Erol Yesilkaya                      | Sebastian Marka          | 24. Jan. 2018 (Delphi Filmpalast)   | Grimme-Preis 2019 Spezial an Erol Yesilkaya und Sebastian Marka                     |
| 08   | Tiere der Großstadt                     | 16. Sep. 2018    | 1066  | Beate Langmaack                     | Roland Suso Richter      | 26. Aug. 2018 (RadioEins Parkfest)  |                                                                                     |
| 09   | Der gute Weg                            | 5. Mai 2019      | 1093  | Christoph Darnstädt                 | Christian von Castelberg | 9. Apr. 2019 (Delphi Filmpalast)    | Letzte Folge mit Dr. Nasrin Reza, die das Team wegen Spannungen mit Karow verlässt. |
| 10   | Das Leben nach dem Tod                  | 10. Nov. 2019    | 1108  | Sarah Schnier                       | Florian Baxmeyer         |                                     |                                                                                     |
| 11   | Das perfekte Verbrechen                 | 15. März 2020    | 1124  | Michael Comtesse                    | Brigitte Maria Bertele   |                                     |                                                                                     |
| 12   | Ein paar Worte nach Mitternacht         | 4. Okt. 2020     | 1139  | Christoph Darnstädt                 | Lena Knaus               |                                     | Letzte Folge mit Anna Feil, sie wechselt anschließend nach Bielefeld.               |
| 13   | Die dritte Haut                         | 6. Juni 2021     | 1170  | Katrin Bühlig                       | Norbert ter Hall         |                                     |                                                                                     |
| 14   | Die Kalten und die Toten                | 14. Nov. 2021    | 1178  | Markus Busch                        | Torsten C. Fischer       |                                     |                                                                                     |
| 15   | Das Mädchen, das allein nach Haus’ geht | 22. Mai 2022     | 1201  | Günter Schütter                     | Ngo The Chau             | 16. Mai 2022 (Delphi Filmpalast)    | Letzte Folge mit Meret Becker als Nina Rubin.                                       |
| 16   | Das Opfer                               | 18. Dez. 2022    | 1218  | Erol Yesilkaya                      | Stefan Schaller          |                                     |                                                                                     |
| 17   | Nichts als die Wahrheit (Teil 1)        | 9. Apr. 2023     | 1231  | Katja Wenzel, Stefan Kolditz        | Robert Thalheim          |                                     | Erste Folge mit Corinna Harfouch als Susanne Bonard                                 |
| 18   | Nichts als die Wahrheit (Teil 2)        | 10. Apr. 2023    | 1232  | Katja Wenzel, Stefan Kolditz        | Robert Thalheim          |                                     |                                                                                     |
| 19   | Am Tag der wandernden Seelen            | 5. Mai 2024      | 1270  | Josefine Scheffler, Mira Thiel      | Mira Thiel               |                                     |                                                                                     |
| 20   | Vier Leben                              | 16. Feb. 2025    | 1293  | Thomas André Szabó                  | Mark Monheim             | 20. Januar 2025 (Delphi Filmpalast) |                                                                                     |